# Sorex sonomae
Sorex sonomae es una especie de musaraña de la familia soricidae.

## Distribución geográfica
Es endémica del norte de California y Oregón en los Estados Unidos.